# Unter anderen Umständen: Über den Tod hinaus
Über den Tod hinaus ist ein deutscher Fernsehfilm von Judith Kennel aus dem Jahr 2020. Es handelt sich um die 16. Folge der Krimiserie Unter anderen Umständen mit Natalia Wörner in der Hauptrolle.

## Handlung
Kriminalkommissar Matthias Hamm gräbt nachts heimlich und allein auf dem Friedhof eine Leiche aus. Danach ruft er den Rechtsmediziner Jonas Kitanou an und fordert ihn auf, umgehend im Sezierraum zu erscheinen. Entgegen aller Regeln hat Hamm eigenmächtig die Leiche seiner ehemaligen Freundin Nicole Seidel ausgegraben, weil er ihren plötzlichen Tod nicht als Unfall akzeptiert, sondern davon überzeugt ist, dass sie ermordet wurde. Da er aber keine Beweise hat und ihm sonst niemand glauben würde, ist er auf die Ergebnisse der pathologischen Untersuchung angewiesen. Erst dann kann er offiziell etwas unternehmen. Seine Vorgesetzte Jana Winter ist über die Eigenmächtigkeiten Hamms nicht begeistert, duldet aber sein Handeln. Hamm informiert sie, dass Seidel in einem Indizienprozess, bei dem er die Ermittlungen führte, dafür gesorgt hatte, dass der mutmaßliche Mörder Oliver Plessner verurteilt werden konnte. 
Jetzt, kurz nachdem er entlassen wurde, ist Nicole tot und für Hamm steht damit fest, dass Plessner sich auf diese Weise für die Verurteilung an ihr gerächt hat. Nachdem Kitanou eindeutige Spuren von Fremdeinwirkung nachweisen kann, leitet Winter offizielle Ermittlungen ein. In ihrem Team arbeitet seit kurzem die Dänin Alwa Sörensen, die Schwiegertochter von Kriminalrat Dr. Bernd Fabian. Sie hat nach einem Autounfall, den sie als einzige überlebte und bei dem ihr Mann (Fabians Sohn, er fuhr betrunken und war für den Unfall verantwortlich) und ihr Kind ums Leben kamen, ein Trauma erlitten, das sie noch nicht ganz überwunden hat. Winter hofft, dass sie dies nicht bei ihrer Arbeit behindert.
Winter und Hamm sehen sich in der Wohnung des Opfers um, in der sie mit ihrem Lebensgefährten Tobias Gumbrecht zusammen wohnte. Gepackte Umzugskartons deuten darauf hin, dass Seidel Gumprecht verlassen wollte. Die Durchsicht der E-Mails offenbart zahlreiche Nachrichten von Oliver Plessner, in denen er sie mehr oder weniger bedroht hat. Winter und Hamm suchen nun Plessner auf, der sofort davon spricht, zwölf Jahre unschuldig im Gefängnis verbracht zu haben, weshalb er von Seidel für ihre falsche Aussage gegen ihn Rechenschaft fordern wollte. Während Hamm ihn nach wie vor für schuldig hält, bleibt Winter sachlich und neutral. Plessner wirft Hamm vor, von Seidel und ihrer Aussage manipuliert worden zu sein. Plessner beteuert, weder vor zwölf Jahren das Mädchen, noch jetzt Nicole Seidel umgebracht zu haben. Als er Seidel aufsuchen wollte, um sie zur Rede zu stellen, hatte sie dies strikt abgelehnt. 
Deshalb sei er ihr gefolgt, wobei er beobachten konnte, wie sie sich mit Martin Erhardt getroffen hatte. Auch Erhardt hatte damals im Prozess gegen Plessner ausgesagt. Als Winter Erhardt befragt, gibt er an, dass Seidel ihn vor Plessner warnen wollte und sie so große Angst vor ihm gehabt hätte, dass sie deshalb sogar aus Flensburg wegziehen wollte.
Plessners vehemente Unschuldsbeteuerung und sein Vorwurf gegen Hamm, von Seidel manipuliert worden zu sein, veranlassen Hamm, den damaligen Fall für sich noch einmal aufzurollen. Schließlich hängt auch der aktuelle Mord damit zusammen. Er ist überrascht, als sich herausstellt, dass die Auswertung von Mobilfunkdaten den Nachweis für den Besuch von Seidel bei den Eltern des damaligen Opfers ergeben. Winter und Hamm sprechen deshalb mit Johan Ohlsen, dem Vater des vor zwölf Jahren getöteten Mädchens. Er streitet ab, dass Seidel vor drei Wochen bei ihm gewesen wäre und so stellt sich heraus, dass seine Frau mit Seidel gesprochen hatte. Seidel wollte sie ebenfalls vor Plessner warnen und hatte um etwas Geld gebeten. Tatsächlich wurde auch zwei Tage vor Seidels Tod von Martin Erhardt Geld auf Seidels Konto eingezahlt. So vermutet Winter, dass er von Seidel erpresst wurde und ihre damalige Aussage den wahren Täter schützen sollte. Winter und Hamm wollen Erhardt zur Rede stellen, doch er ist verschwunden. Sein Auto wird nördlich von Flensburg in einem Waldstück gefunden. Ein Abschiedsbrief deutet darauf hin, dass er sich umbringen will und so wird er dann auch tot in der Nähe einer illegalen Grabstätte gefunden, bei der sich herausstellt, dass hier Ohlsens Tochter begraben liegt. Winter erfährt von Simone Erhardt, dass sie froh ist, dass nun die Lügen ein Ende haben. Wie von den Ermittlern vermutet, hatte Seidel sie erpresst und forderte Geld für einen Neuanfang, das sie nicht aufbringen konnten. 
Ihr Mann hatte vor zwölf Jahren eine Affäre mit Claudia Ohlsen. Am Tag des Verschwindens von Ohlsens Tochter wurden die beiden von dem Mädchen beim Liebesspiel entdeckt. Im Streit stürzte sie die Treppe hinunter und beide haben das Mädchen dann im Wald begraben. Dort wurden sie von Nicole Seidel überrascht, die gerade mit ihrem Hund im Wald spazieren ging. Schon damals hatte sie sofort ihre Chance erkannt, 20.000 Euro für ihr Schweigen erpresst und alles so eingefädelt, dass ein Unschuldiger für den Täter gehalten wurde. Dem können Winter und Hamm nun die Nachricht von der Bestätigung seiner Unschuld überbringen, wobei Hamm sichtlich darunter leidet, an den zwölf verlorenen Jahren des Mannes mitschuldig zu sein.

## Nebenhandlung
Winters Freund, Kollege und ehemaliger Vorgesetzter, der alkoholabhängige Kommissar Arne Brauner, unterzieht sich erfolgreich einer stationären Entziehungskur. In der Klinik freundet er sich mit einer Therapeutin an, die seinen Erfolg als Impuls nutzt, sich ihrerseits das Rauchen abzugewöhnen. Den Kollegen gegenüber behauptet Brauner, Urlaub in Kroatien zu machen. Doch Winter und Hamm durchschauen die Lüge, als sie Urlaubsimpressionen, die ihnen Brauner per Mobiltelefon schickt, anhand einer alten Brille als Fotos entlarven, die in Brauners Kroatien-Urlaub im Vorjahr aufgenommen worden sind. Als Brauner glücklich über seinen Therapieerfolg an seinen Arbeitsplatz zurückkehrt, erfährt er, dass die Kollegen ihn zwar durchschaut haben, ihm den Schwindel aber nicht übelnehmen.

## Hintergrund
Über den Tod hinaus wurde vom 14. November bis zum 14. Dezember 2018 unter dem Arbeitstitel Liebesentzug in Hamburg und Umgebung gedreht und am 2. März 2020 im ZDF als Fernsehfilm der Woche gesendet.
Ihren Filmsohn Leo Winter spielt Natalia Wörners zum Zeitpunkt der Erstausstrahlung 14-jähriger leiblicher Sohn Jacob Lee Seeliger.

## Rezeption

### Einschaltquoten
Die Erstausstrahlung von Über den Tod hinaus am 2. März 2020 im ZDF verfolgten 7,20 Millionen Zuschauer, dies entsprach Marktanteilen von 23,3 Prozent.

### Kritiken
Tilmann P. Gangloff schrieb bei Tittelbach.tv: „Die überdurchschnittlich gute Episode aus der ohnehin stets sehenswerten ZDF-Reihe mit Natalia Wörner kombiniert einen klasse Krimi mit einem Neustart,“ denn „Jana Winter ist nun Leiterin der fusionierten Kommissariate Schleswig und Flensburg.“ „Autor André Georgi erzählt in seinem vierten Drehbuch für die Reihe eine interessante und immer komplexer werdende Geschichte über einen Mann, der womöglich zu Unrecht als Kindsmörder verurteilt worden ist. Entscheidend für die Qualität ist, wie Regisseurin Judith Kennel die Handlung verpackt hat.“
Bei Quotenmeter.de wertete Christian Lukas: „Ein Mord ohne Leiche. Ein Täter, der nach seiner Haftentlassung offenbar eine alte Rechnung zu begleichen hat. Und mittendrin ein Polizist auf einem persönlichen Kreuzzug: Jana Winters erster Tag als Chefin ihres neuen Einsatzgebiets Flensburg verläuft alles andere als reibungslos.“ Lukas bewertet den Krimi als „durchweg gelungen“ und „nur wenige Szenen verbinden dabei diesen Fall mit früheren Filmen; diese bleiben kurze Blinklichter für Fans der Reihe.“
Das Hamburger Abendblatt urteilte: Was die Filmemacher „zu der Eingangssequenz bewogen haben mag, bleibt völlig unerfindlich. Die Störung der Totenruhe ist nicht nur unappetitlich, sondern stellt eine Straftat dar. Und die wird hier obendrein von einem Ermittler höchstpersönlich begangen, der die tote Frau im Sarg zudem seit Jahren nicht gesehen hat. Das ist einfach nur haarsträubender Unsinn. Zum Glück ist der weitere Verlauf des Krimis deutlich weniger unrealistisch und fördert eine in der Tat vergrabene Wahrheit zutage, auf die man erst einmal kommen muss.“
Evangelisch.de meinte: „Auf ihren Kern reduziert, ist die Geschichte zwar interessant, zumal die Verwicklungen immer komplexer werden, aber sicher nicht außergewöhnlich.“ Die Bildgestaltung wurde dagegen gelobt: „Geschickt sind […] die Rückblenden integriert, die sich mit ihren grobkörnigen, leicht blaustichigen und daher deutlich kühleren Bildern von der Gegenwart unterscheiden.“ „Für die überdurchschnittlich gute Gesamtqualität des Films steht auch die Musik, in die Matthias Weber geschickt und nicht ohne Grund markante Orgelklänge integriert hat.“